# Diekirch (cantão)
Diekirch é um cantão de Luxemburgo e está dividido em 13 comunas.
- Bastendorf
- Bettendorf
- Bourscheid
- Diekirch
- Ermsdorf
- Erpeldange
- Ettelbruck
- Feulen
- Hoscheid
- Medernach
- Mertzig
- Reisdorf
- Schieren